# Liste der Monuments historiques in Matton-et-Clémency
Die Liste der Monuments historiques in Matton-et-Clémency führt die Monuments historiques in der französischen Gemeinde Matton-et-Clémency auf.

## Liste der Objekte
| Bezeichnung     | Beschreibung                                                                                   | Standort                               | Kennzeichnung | Schutzstatus | Datum | Bild |
| --------------- | ---------------------------------------------------------------------------------------------- | -------------------------------------- | ------------- | ------------ | ----- | ---- |
| Skulptur Petrus | Holz, farbig gefasst und vergoldet, erste Hälfte des 19. Jahrhunderts; in der Mairie deponiert | Matton, in der Kirche St-Pierre (Lage) | PM08000855    | Inscrit      | 1974  |      |